# Terry Kath
Terry Kath (31. januar 1946 – 23. januar 1978) var guitarist i rockgruppen Chicago og døde, idet han skød sig selv ved et uheld, da han ville vise, at hans pistol ikke var ladt.